# Glen Mitchell
Glen Mitchell (nascido em 11 de maio de 1958) é um ex-ciclista britânico. Competiu na prova de perseguição por equipes nos Jogos Olímpicos de 1980, em Moscou.